# Sphenostylis gossweileri
Sphenostylis gossweileri är en ärtväxtart som beskrevs av Baker f.. Sphenostylis gossweileri ingår i släktet Sphenostylis och familjen ärtväxter. Inga underarter finns listade i Catalogue of Life.